# The Louvin Brothers
The Louvin Brothers fue un dúo estadounidense de música country compuesto por los hermanos Ira Lonnie Loudermilk (1924–1965) y Charlie Louvin Elzer Loudermilk (1927–2011), más conocidos como Ira y Charlie Louvin. El grupo popularizó el "close harmony", un género del country.

## Discografía parcial
- 1956: The Louvin Brothers (MGM)
- 1956: Tragic Songs of Life (Capitol)
- 1957: Nearer My God to Thee (Capitol)
- 1958: Ira and Charlie (Capitol)
- 1958: The Family Who Prays (Capitol)
- 1958: Country Love Ballads (Capitol)
- 1959: Satan is real (Capitol)
- 1960: My Baby's Gone]] (Capitol)
- 1960: A Tribute to the Delmore Brothers (Capitol)
- 1961: Encore (Capitol)
- 1961: Christmas with the Louvin Brothers (Capitol)
- 1962: The Weapon of Prayer (Capitol)
- 1963: Keep Your Eyes on Jesus (Capitol)
- 1964: The Louvin Brothers Sing and Play Their Current Hits (Capitol)
- 1965: Thank God for My Christian Home (Capitol)
- 1966: Ira and Charles (Hilltop)
- 1967: Two Different Worlds (Capitol)
- 1967: The Great Roy Acuff Songs (Capitol)
- 1968: Country Heart and Soul (Capitol)
- 1973: The Great Gospel Singing of The Louvin Brothers (Capitol)
- 1975: Live at New River Ranch (Collectors Classic)
- 1976: I Don't Believe You Met My Baby (Hilltop)
- 1978: Songs That Tell a Story (Rounder)
- 1990: Early MGM Recordings (Rounder)
- 1992: Close Harmony (Bear Family Records)
- 1995: Greatest Hits (Capitol)
- 1995: When I Stop Dreaming: The Best of the Louvin Brothers (Razor & Tie)
- 2006: The Essential Louvin Brothers 1955-1964: My Baby's Gone (Raven)